# Federico Duchich
Federico Duchich (Trieste, 19 de julio de 1993) es un deportista italiano que compitió en remo. Ganó una medalla de oro en el Campeonato Mundial de Remo de 2017, en la prueba cuatro sin timonel ligero.

## Palmarés internacional
| Campeonato Mundial | Campeonato Mundial        | Campeonato Mundial | Campeonato Mundial        |
| Año                | Lugar                     | Medalla            | Prueba                    |
| ------------------ | ------------------------- | ------------------ | ------------------------- |
| 2017               | Sarasota (Estados Unidos) | Medalla de oro     | Cuatro sin timonel ligero |